# Vắc-xin viêm gan siêu vi A
Vắc-xin viêm gan siêu vi  A là một loại vắc xin có thể ngăn ngừa bệnh viêm gan siêu vi A. Vắc xin có hiệu quả trong khoảng 95% các trường hợp và kéo dài ít nhất mười lăm năm và có thể cả đời của một người. Nếu được, hai liều được khuyến cáo bắt đầu sau khi một tuổi. Vắc xin được tiêm bằng cách tiêm vào cơ bắp.
Tổ chức Y tế Thế giới (WHO) khuyến cáo tiêm vắc-xin phổ quát ở các khu vực có bệnh thường gặp Trường hợp bệnh xảy ra rất phổ biến, tiêm chủng rộng rãi không được khuyến khích vì tất cả mọi người thường phát triển khả năng miễn dịch thông qua nhiễm trùng ở một đứa trẻ. Trung tâm Kiểm soát và Phòng ngừa Dịch bệnh (CDC) khuyến cáo tiêm phòng cho người lớn có nguy cơ cao và tất cả trẻ em.
Tác dụng phụ nghiêm trọng là rất hiếm. Đau tại chỗ tiêm xảy ra ở khoảng 15% trẻ em và một nửa số người lớn. Hầu hết các loại vắc-xin viêm gan A đều chứa vi-rút bất hoạt trong khi một số ít chứa vi-rút bị làm yếu. Những trường hợp vắc xin chứa virus bị làm yếu không được khuyến cáo trong khi mang thai hoặc ở những người có chức năng miễn dịch kém. Một vài công thức kết hợp viêm gan A với vắc xin chủng ngừa viêm gan siêu vi B hoặc thương hàn.
Vắc-xin viêm gan siêu vi A lần đầu tiên được phê chuẩn ở châu Âu vào năm 1991 và Hoa Kỳ vào năm 1995.< Vắc xin này nằm trong Danh sách các loại thuốc thiết yếu của Tổ chức Y tế Thế giới, các loại thuốc hiệu quả và an toàn nhất cần thiết trong một hệ thống y tế.< Tại Hoa Kỳ, chi phí vắc xin từ 50-100 đô la Mỹ.